# Pentala Harikrishna
Pentala Harikrishna (Dorf Vinjanam Padu, 10 maggio 1986) è uno scacchista indiano.
Nel 2001 diventò, all'età di 15 anni, il più giovane Grande maestro dell'India.

## Principali risultati
In novembre del 2004 ha vinto a Kochi il campionato del mondo juniores (under 20) e in agosto del 2006 ha vinto a Magonza il campionato del mondo juniores di Scacchi960, battendo in finale Arkadij Naiditsch 4,5 - 3,5.
Ha partecipato con la nazionale indiana a tutte le Olimpiadi degli scacchi dal 2000 al 2012, realizzando complessivamente +19 =44 –11 (55,4 %).
Successivamente ha partecipato nelle edizioni di Baku 2016 e Batumi 2018.
Ha raggiunto il massimo rating FIDE nel dicembre 2016, con 2770 punti Elo, numero 11 al mondo e secondo tra i giocatori indiani dietro Viswanathan Anand.

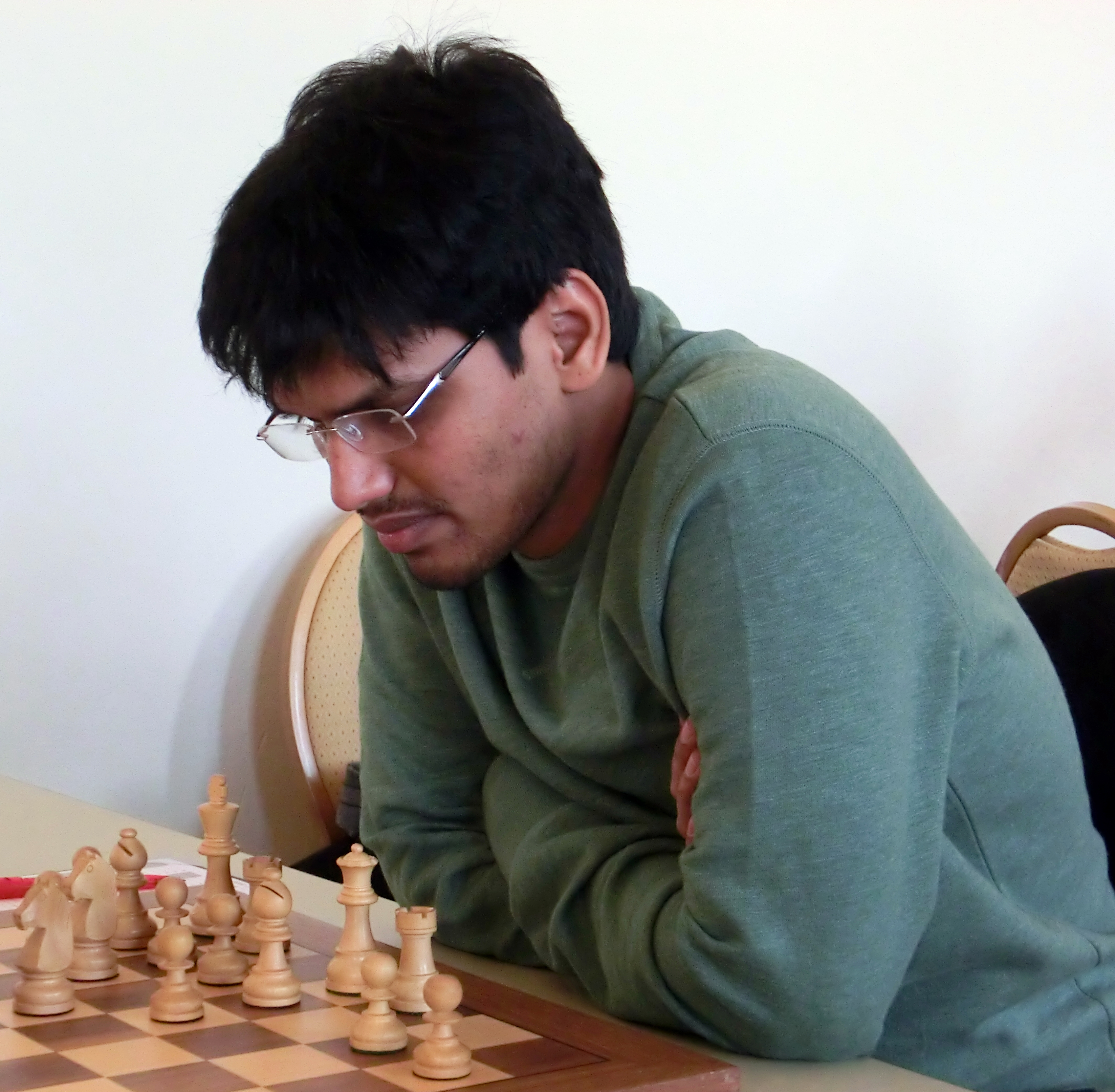
Pentala Harikrishna nel 2013

Altri risultati:
- 1996:  vince a Minorca il Campionato del mondo under-10
- 1996:  secondo a Parigi nel campionato del mondo rapid under-10
- 1998:  medaglia d'oro alle olimpiadi juniores di Istanbul
- 2000:  vince il campionato del Commonwealth under-18, secondo a Mumbai nel campionato asiatico juniores
- 2001:  vince il torneo Ron Banwell MSO Masters e il campionato del Commonwealth, entrambi a Londra
- 2002:  vince il Torneo di scacchi di Hastings a pari merito con Alexei Barsov e Krishnan Sasikiran
- 2004:  vince il Campionato del mondo juniores di scacchi
- 2005:  vince il torneo di Tiayuan (Cat. 15) in Cina; vince il torneo Essent di Hoogeveen
- 2005:  pari primo con Boris Gelfand nel Bermuda International Open (Cat. 17)
- 2005:  secondo con Ivan Čeparinov nel torneo di Pamplona
- 2006:  quinto per spareggio tecnico nel Reykjavík Open(103 partecipanti); 1º nel Gyorgy Marx Memorial di Budapest (ripetuto nel 2007); 3º nel torneo rapid Ordix di Magonza
- 2011:  vince a Mashhad il Campionato asiatico individuale
- 2012:  vince il Torneo open di Cappelle-la-Grande
- 2013:  vince l'open del Torneo internazionale di Bienne
- 2015:  in ottobre vince presso l'Isola di Man il PokerStars Isle of Man International Chess Tournament Masters, con 7 punti su 9.[3]
- 2016:  in aprile vince il Campionato tedesco a squadre (Bundesliga) con la squadra di Solingen[4]
- 2018:  in giugno vince contro David Navara il Czech Trophy 2018, giocato nella cadenza rapid, per 7-5[5]
- 2019:  in maggio giunge 2º nel torneo TePe Sigeman con il punteggio di 4 1/2 su 7 (+2 =5 -0), mezzo punto alle spalle di Gawain Jones.[6]
- 2022 e 2024: A Mayrhofen e Vrnjačka Banja vince con la squadra ceca del Nový Bor Chess club, la Coppa europea per club[7] [8].

## Vita privata
Si è sposato nel marzo 2018 con la scacchista serba WFM Nadezda Stojanovic.